# Pedra Partida de Ardegães
A Pedra Partida de Ardegães faz parte conjunto de gravuras rupestres da Bouça da Cova da Moura, localizada no lugar de Ardegães da freguesia de Águas Santas, município da Maia.